# Omar Castañeda González
Omar Enrique Castañeda González (Gómez Palacio, Durango, 4 de mayo de 1979) Licenciado en Mercadotecnia Internacional y político mexicano. Fue Regidor de Gómez Palacio, Durango en dos ocasiones en los periodos 2010-2013 y 2016-2019. Síndico del H. Ayuntamiento de Gómez Palacio, Durango del 2019-2021. Actualmente Diputado Federal del Distrito 02 de Durango.

## Trayectoria política
Con 15 años de edad se afilió formalmente al Partido de la Revolución Democrática en 1994 y ese mismo año fue delegado a la primera reunión plenaria de la Convención Nacional Democrática convocada por el EZLN en el poblado de Guadalupe Tepeyac.
En el PRD fue consejero municipal, secretario de jóvenes, presidente del Comité Ejecutivo Municipal, consejero estatal, congresista, consejero nacional y secretario de formación política. También secretario de Derechos Humanos del Comité Ejecutivo Estatal en Durango. 
Coordinador municipal en la primera elección de Andrés Manuel López Obrador a la Presidencia de México, en el año 2006 apoyando su proyecto alternativo de nación recolectando fondos y repartiendo panfletos.
Dos veces Regidor en Gómez Palacio en el periodo de 2010-2013 y 2016-2019. También coordinador del Distrito 02 y candidato suplente al Senado en Durango, en la campaña del actual presidente, Andrés Manuel López Obrador en 2012 con el Movimiento Progresista. Síndico con licencia de R. Ayuntamiento de Gómez Palacio, Durango. Actualmente Diputado Federal por el Distrito 02 de Durango, por Morena.
En la Legislatura LXV fue Secretario de las comisiones de Zonas Metropolitanas,Economía y Comercio y Competitividad
e integrante de Presupuesto y Cuenta Pública.
El 26 de enero de 2023 anunció su renuncia a la militancia en Morena y su integración en Movimiento Ciudadano.